# Крістоф Лемер
Крісто́ф Леме́р (фр. Christophe Lemaire; 1965, Безансон) — французький дизайнер, відомий як креативний директор бренду спортивного одягу Lacoste (2001—2010), з 2010 року є креативним директором дому Hermès.
|                 | Ідентифікувати тренди — заняття нудне. Мені набагато ближче ідея розвитку індивідуального почуття стилю. |
| — Крістоф Лемер | |

## Біографія
Крістоф Лемер народився в 1965 році у французькому місті Безансоні. Професійну кар'єру дизайнера-модельєра Лемер починав у  Іва Сен-Лорана. Після цього талановитий дизайнер удосконалював свою майстерність у Тьєррі Мюглера і Жана Пату. Знакова зустріч Крістофа Лемера і  Крістіана Лакруа відбулася саме в модному будинку Пату. Не роздумуючи, Крістіан Лакруа запропонував колезі, що подавав великі надії, очолити лінію жіночого одягу в своєму домі моди. Було це в 1987 році. Через три роки Крістоф Лемер почав випускати колекції жіночого одягу під власною маркою. У 1994 році на подіумах з'явилася і чоловіча лінія від Лемера. Співпраця Крістофа Лемера з французьким брендом Lacoste почалося в 2001 році. У червні того ж року на Тижні високої моди (Париж) новий креативний дизайнер презентує свою першу колекцію. З його приходом бренд став популярнішим, оскільки дизайнер постійно експериментував і створював яскраві рішення, які стали дуже популярні у молоді. Крістоф Лемер двічі перемагав у престижному конкурсі ANDAM.

У травні 2010 року Крістоф Лемер (Christophe Lemaire) став креативним директором дому «Hermès».

## Стиль Лемера
Крістоф Лемер славиться своїми витонченими та елегантними виробами. Він стверджує, що його більше цікавить якість одягу, ніж слідування модним трендам. Його стиль, за словами самого дизайнера «графічний, чистий, вільний і чіткий», і саме він допомагає Лемеру створювати класичні й практичні речі, в яких успішно поєднується мода і функціональність.
|  | Я не люблю поспіх. Я завжди даю собі час, щоб абстрагуватися від занадто модних речей. Як дизайнер, я завжди прагну досягти балансу між красою і функціональністю.. |

## Лемер і Лакост
Для знаменитого «крокодилового» бренду Крістоф Лемер створював колекції протягом десяти років. Саме завдяки йому марка Lacoste знайшла таку популярність. Поєднання його власного сучасного стилю і таких класичних предметів одягу, як тенісна спідниця, сорочка-поло або джемпер, забезпечили бренду нове покоління покупців. Однак Лемеру вдалося зберегти при цьому 70-річні традиції компанії Lacoste, а також коло її постійних клієнтів. У червні 2001 року пройшов перший показ бренду Lacoste на подіумі. Лемер міксує класичні речі Заходу і етнічні елементи, в результаті чого на світ з'являється сучасний і практичний одяг. Лемер і Lacoste в цьому сенсі ідеально один одного доповнили: Lacoste займає проміжну позицію між спортивною маркою і фешн-брендом, Лемер завжди прагнув робити елегантний, невичурний одяг зі спортивними елементами.
|  | Мене завжди цікавив спортивний стиль. Але час, проведений в Lacoste, навчив мене думати про те, як робити щось для масовішої аудиторії, а не тільки для вузького кола модників. |

На створення показаної в Нью-Йорку весняно-літньої колекції 2011 року, яка стала останньою колекцією Лемера для Lacoste, його надихнула модерністська архітектура. Шоу почалося з виходу брюнетки Жаклін Яблонскі в білих блузі і штанах і в чорних туфлях на плоскій підошві. Далі пішов парад жінок у білому: суцільно білі плащі, що нагадують лабораторні халати, вільні білі штани-банани і, звичайно ж, класичні білі поло.
|  | Білий — це сутність Lacoste. Носити його куди простіше, ніж здається. І на його фоні дуже виграшно виглядає засмага |

 — пояснив після показу Лемер.
Колір з'явився на подіумі пізніше: охра, фуксія, криваво-червоний, пісочний. Лемер відомий своєю любов'ю до Сходу, і вона помітна в усьому: в сукнях з рукавами-кімоно, широких штанах і топах на ґудзиках, що нагадують китайський робочий одяг, босоніжках на платформі, що відсилають до традиційного японського взуття дзорі.

Лемер залишає Lacoste і змінює Жана-Поля Готьє на посаді креативного директора дому Hermès. За той час, що він пропрацював в Lacoste, марка перетворилася з спортивної в модну. Він часто використовував яскраві кольори і випускав швидше практичний повсякденний одяг з елементами спортивного костюма, ніж одяг для занять тенісом. «Практичний» — ключове поняття в дизайнерському словнику Лемера.

## Лемер і Hermès
6 березня 2011 на паризькій fashion week будинок моди Hermès представив перше дефіле Крістофа Лемера. У своєму дефіле для Hermès Крістоф Лемер вшанував спадщину модного дому і, разом з тим, відкрив нову еру, більш особисту і сучаснішу. Сьогодні новий артдиректор дому вдихнув у Hermès дух нових ідей мінімалістського модерну, трохи спортивного за стилем. Перші 5 з представлених ним образів невинно чисті: чисто білий колір, зазвичай настільки рідкісний для осінньо-зимових колекцій. Поступово він забарвлюється плямами шкіри кольору Кемел, з ременями, що нагадують ремені коней. Дівчата-моделі з кашкетами на голові, що нагадують бейсболки жокеїв, і ботфортами на ногах, перетворюються на шукачей пригод з оточення Діани-мисливиці або на войовничих амазонок. Одна з них навіть дефілює з орлом на руці. У цьому відчуваються натяки на грецьку міфологію, яку так цінують в історії будинку Hermès, що носить ім'я бога торгівлі і подорожей. Широкий крій, в'язані сукні стрейч, об'ємні пальто, широкі, завужені до низу штани … новий дизайнер дому Hermès відразу позначив своє ставлення до одягу: він повинен давати повну свободу рухів.